# Денчеу
Денчеу (рум. Dănceu) — село у повіті Мехедінць в Румунії. Входить до складу комуни Жіана.
Село розташоване на відстані 268 км на захід від Бухареста, 30 км на південь від Дробета-Турну-Северина, 86 км на захід від Крайови.

## Населення
За даними перепису населення 2002 року у селі проживали 1339 осіб.
Національний склад населення села:
| Національність | Кількість осіб | Відсоток |
| -------------- | -------------- | -------- |
| румуни         | 1040           | 77,7%    |
| цигани         | 299            | 22,3%    |

Рідною мовою назвали:
| Мова      | Кількість осіб | Відсоток |
| --------- | -------------- | -------- |
| румунська | 1281           | 95,7%    |
| циганська | 58             | 4,3%     |